# طرح جامع برای شرق
طرح جامع برای شرق (انگلیسی: Master Plan for the East) طرح آلمان نازی برای نسل‌کشی بود که با علامت اختصاری GPO (پاکسازی قومی) مشخص شد و در ابعاد وسیع در کشورهای مستعمره آلمان نازی در (اروپای مرکزی و شرقی) به اجرا درآمد. این طرح قرار بود در مناطقی که آلمان طی جنگ جهانی دوم اشغال کرد اجرا شود. طرح جامع برای شرق در طول جنگ به اجرا درآمد، آنچنانکه به‌طور مستقیم و غیر مستقیم منجر به کشته شدن قومی میلیون‌ها اسلاو بر اثر گرسنگی، بیماری  یا (پاکسازی از راه کار اجباری) گردید. اما اجرای کامل آن به‌دلیل شکست آلمان عملی نشد. پیشبرد این طرح ازجمله شامل برده‌داری، مهاجرت اجباری، کشتار جمعی مردم اسلاو و بخش قابل توجهی از مردم بالتیک و به‌طور خاص لیتوانیایی‌ها بودند که آلمان نازی تحت عنوان نازیسم و نژاد آریان‌، آنها را نژاد پَست دانسته و دنبال نسل‌کشی قوم اِسلاو و چیرگی بر سرزمین های آنان بودند.